# Olle Adolphson
Gustaf Edvin Olle Adolphson, oprindeligt Gustaf Edvin Olof Adolphson (født 2. maj 1934, Kungsholms sogn i Stockholm - død 10. marts 2004 i Engelbrekt sogn, Stockholm) var en svensk sanger, sangskriver og guitarist.

## Biografi
Adolphson var søn af skuespillerne Edvin Adolphson og Mildred Mehle, ugift Folkestad og barnebarn af kunstneren Bernhard Folkestad. Hans søskende var skuespilleren Anna-Greta Adolphson (halvsøster på sin fars side), skuespiller og instruktør Leo Cullborg (halvbror på sin fars side), tv-producent Kari Thomée, skuespiller Kristina Adolphson og fotograf Per B. Adolphson.
Adolphson debuterede i 1956 med visesamlingen Aubade. Blandt hans mest berømte sange er "Trubbel", som ikke mindst er blevet meget berømt gennem Monica Zetterlund. Sangene "Det gåtfulla folket" og "Mitt eget land", som han skrev sammen med Beppe Wolgers, er yderligere to af hans mere berømte værker. Olle Adolphson skrev den svenske tekst til "Trettifyran", sangen om det gamle hus, der skulle reves, efter den amerikanske original "This Ole House", som blev en nationalt hit i 1960'erne, da teksten var relevant i Stockholm, som i mange andre svenske byer.
I løbet af 1970'erne og 1980'erne udgav Adolphson adskillige Taubefortolkninger og i 1990'erne fortolkninger af digte skrevet af Harry Martinson og Lars Forssell. Olle Adolphson skrev også den svenske tekst til det populære børneprogram Fablernas Värld, der blev sendt på tv i begyndelsen af 1970'erne. I begyndelsen af 1980'erne komponerede han Mässa på svenska språket, som havde premiere i 1983. Den blev udgivet på CD i 2004.
Adolphson har været genstand for to doktorafhandlinger: En inden for musikvidenskab: Frans Mossberg Visans kontinuum Ord, röst och musik Studier i Olle Adolphsons musik och framförandekonst og en inden for litteraturstudier: Charlotte Ulmert, Visan som gåva: Olle Adolphsons litterära konstnärskap (2004). I 2005 blev hyldestalbummet DubbelTrubbel udgivet, hvor Adolphsons sange fortolkes af et stort antal svenske kunstnere, herunder Peter LeMarc, Håkan Hellström, Sofia Karlsson, Eva Dahlgren, Freddie Wadling, Mauro Scocco og Rikard Wolff og den ålandske sangerinde Johanna Grüssner.

## Diskografi
- 1963 - En Stol På Tegnér
- 1964 - Visor
- 1967 - Vad Tänker Jag På?
- 1968 - Sjunger Egna Och Andras Visor
- 1969 - Låtar I Stan
- 1974 - Olle Adolphson Och 4 Ferlin
- 1975 - 27 Visor Av Evert Taube
- 1976 - Olle Adolphson Sjunger Evert Taube - Från San Remo Till Sandhamn
- 1976 - Olle Adolphson Sjunger Evert Taube - Jag Har Skrivit Till Min Flicka
- 1984 - Olle Adolphson & Göteborgs Kammarkör
- 1990 - Där Blåser Tre Vindar På Haven (med Göteborgs kammarkör)
- 1993 - Ge Mig En Dag (med Göteborgs kammarkör)
- 1994 - Älskar Inte Jag Dig Då?
- 1995 - Adolphson, Ferlin Och Taube
- 2004 - Mässa På Svenska Språket